# Siegfried I. Lucemburský
Siegfried I. Lucemburský také Sigefroi (915/917? – 997/998?) byl laický opat v klášteře sv. Wilibrorda v Echternachu, hrabě moselský a lucemburský. Je považován za prvního lucemburského hraběte a zakladatele lucemburské dynastie.

## Život
Byl jedním ze synů moselského hraběte Wigericha a Kunigundy, která byla zřejmě z rodu západofranského krále Ludvíka Koktavého. 12. dubna 963 získal Siegfried směnou od opata kláštera sv. Maximina v Trevíru hrad Lucilinburhuc a právě toto datum je považováno za vznik lucemburského hrabství. Býval straníkem císaře Oty II. a poté jeho vdovy císařovny Theofanu, roku 984 se účastnil bitvy o Verdun a tam upadl do zajetí. Zemřel okolo roku 998 a byl uložen k poslednímu odpočinku v trevírském klášteře sv. Maximina. Panství po něm zdědil syn Jindřich. 